# Boiga bengkuluensis
Boiga bengkuluensis är en ormart som beskrevs av Orlov, Kudryavtzev, Ryabov och Shumakov 2003. Boiga bengkuluensis ingår i släktet Boiga och familjen snokar. IUCN kategoriserar arten globalt som otillräckligt studerad. Inga underarter finns listade.
Arten är bara känd från tre fyndplatser, två i södra Thailand på Malackahalvön och en på Sumatra (Indonesien). Den vistas i kulliga områden och i bergstrakter mellan 500 och 1000 meter över havet. Habitatet utgörs av städsegröna skogar och Boiga bengkuluensis klättrar där i den låga växtligheten.
Individerna jagar små ryggradsdjur. Honor lägger ägg.